# プブリウス・ムキウス・スカエウォラ (紀元前133年の執政官)
プブリウス・ムキウス・スカエウォラ（ラテン語: Publius Mucius Scaevola、紀元前176年ごろ-紀元前115年ごろ）は、紀元前2世紀中期・後期の共和政ローマの政務官。紀元前133年に執政官（コンスル）を務めた。

## 出自
古代の歴史家は、紀元前508年にローマを包囲したエトルリア王ラルス・ポルセンナを暗殺しようとして捕虜となり、その面前で自身の右手を焼いて勇気を示した、伝説的な英雄であるガイウス・ムキウス・スカエウォラ（スカエウォラは左利きの意味）をムキウス氏族の先祖としているが、現代の研究者はこれはフィクションであると考えている。実際、高官を出したムキウス氏族はプレブス系であり、歴史に登場するのは比較的遅く、紀元前220年にクィントゥス・ムキウス・スカエウォラが執政官に就任したときである（即ち、ガイウス以来300年近く歴史に登場していない）。スカエウォラはこのクィントゥスの孫で、紀元前175年の執政官プブリウス・ムキウス・スカエウォラの子である。紀元前174年の執政官クィントゥス・ムキウス・スカエウォラは叔父、紀元前131年の執政官プブリウス・リキニウス・クラッスス・ディウェス・ムキアヌスは弟である。

## 経歴
執政官就任年から考えて、スカエウォラが生まれたのは紀元前176年ごろと考えられる。弟のクラッスス・ディウェス・ムキアヌスよりは1歳か2歳年上であった。弟がリキニウス氏族のクラッスス家へ養子に入ったことから、両者ともに神祇官になることができた。後年、二人は最高神祇官の職を連続して務めている。最高神祇官となったのは弟クラッススの方が先であるので、神祇官になったのは弟より遅かったことになる。何れにせよ、スカエウォラは比較的若いころに神祇官となった。
スカエウォラの政治歴は紀元前141年に護民官に就任したことから始まる。スカエウォラは前年のプラエトル（法務官）の一人であるルキウス・ホスティリウス・トゥブルスに関する調査を要求した。トゥブルスは殺人事件の裁判を行いながら、容疑者から賄賂を受け取っていた。調査が開始されると、トゥブルスは有罪は避けられないと覚悟し、自ら亡命した。
紀元前136年、スカエウォラは法務官に就任する。法務官としての活動に関しては二つのエピソードが記録されているが、詳細は明らかでない。一つは前年の執政官ガイウス・ホスティリウス・マンキヌスに関わるものである。マンキヌスはケルティベリア人の都市ヌマンティアと屈辱的な講和条約を結ぶが、元老院はこの批准を拒否し、マンキヌスをヌマンティアに引き渡すこととした。しかしヌマンティア側は彼の受け取りを拒否したため、マンキヌスはローマに戻った。このとき、敵の捕虜となった者が以前のようにローマ市民とみなされるべきかどうか、法的な対立が生じたのである。スカエウォラがマルクス・ユニウス・ブルトゥスとこれについて議論したことが知られている。もう一つは詩人ルキウス・アキウスを舞台上から侮辱した無名のパントマイマーに関する裁判で、スカエウォラは有罪判決を下している。
紀元前133年に執政官に就任。同僚は同じくプレブスのルキウス・カルプルニウス・ピソ・フルギであった。護民官ティベリウス・センプロニウス・グラックス（グラックス兄）がセンプロニウス農地法を提唱し、無産市民を救済しようとしたのは、この年であった。現代の研究者はスカエウォラがこの改革に対する最も影響力のある支持者であり、明らかにグラックスを支持していたと考えている。グラックスがスカエウォラに相談したことが知られている。同僚執政官のピソは奴隷の反乱（第一次奴隷戦争）を鎮圧するためにシキリア属州へと派遣された。一方スカエウォラはローマに残り、グラックス兄の立場を強くした。スカエウォラは元老院議会を招集したが、ここでプブリウス・コルネリウス・スキピオ・ナシカ・セラピオがグラックスの即時処刑を要求した。スカエウォラは暴力に訴えることはできないと拒否したが、スキピオ・ナシカは元老院議員とそのクリエンテスを率い、改革支持者に対する報復を行った。結果グラックスは殺されてしまう。するとスカエウォラはそれまで支持を拒否していた暴力的な出来事を遡って承認することで、元老院の安定を回復させようとした。キケロによるとスカエウォラは「スキピオ・ナシカを擁護するだけでなく...元老院として多数の政令を出してスキピオの行為を称賛した」。
紀元前130年、弟のクラッスス・ディウェス・ムキアヌスの死去により、スカエウォラが終身職である最高神祇官に就任した。紀元前129年の時点で、スカエウォラはプブリウス･コルネリウス・スキピオ・アエミリアヌス・アフリカヌス・ヌマンティヌスに反対する元老院議員を率いていたことが知られている。紀元前115年にはルキウス・カエキリウス・メテッルス・ダルマティクスが最高神祇官となっていることから、研究者は、スカエウォラが遅くとも紀元前115年には死去したとしている。

## 知的活動
スカエウォラは神祇官達が編纂した年代記を一つにまとめた『大年代記（Annales maximi）』を作成した。これは80巻から構成されていたが、たった一節を除いて現存していない。
スカエウォラはまた著名な法学者であり、弁護士であり、何冊かの法学書の著者である。キケロはスカエウォラをマニウス・マニリウスとセクストゥス・アエリウス・パエトゥス・カトゥスと並ぶ、3人の「真の法学者」としている。セクストゥス・ポンペイウスはスカエウォラを民法の創始者の一人と考えた。また、スカエウォラは雄弁でもあった。キケロは彼を「非常に知的で鋭い雄弁家」と呼んでいる。

## 子孫
紀元前95年の執政官で、優れた法律家であったスカエウォラ・ポンティフェクスは息子である。スカエウォラの死後、後継神祇官となった。

## 参考資料

### 古代の資料
- プルタルコス『対比列伝』
- マルクス・トゥッリウス・キケロ『善と悪の究極について』
- マルクス・トゥッリウス・キケロ『家庭について』
- マルクス・トゥッリウス・キケロ『国家論』
- マルクス・トゥッリウス・キケロ『雄弁家について』
- マルクス・トゥッリウス・キケロ『ブルトゥス』

### 研究書
- Egorov A. Muzii Stsevola, Licinia Crassa and Julia Caesari (Roman intelligentsia and the crisis of the late 1st - early 2nd centuries BC) // Mnemon. - 2003. - No. 2 . - S. 191-204 .
- Kovalev S. History of Rome. - M .: Polygon, 2002 .-- 864 p. - ISBN 5-89173-171-1 .
- Broughton R. Magistrates of the Roman Republic. - New York, 1951. - Vol. I. - P. 600.
- Münzer F. Mucius // Paulys Realencyclopädie der classischen Altertumswissenschaft . - 1933. - Bd. XVI, 1. - Kol. 412-414.
- Münzer F. Mucius 17 // Paulys Realencyclopädie der classischen Altertumswissenschaft . - 1933. - Bd. XVI, 1. - Kol. 425-428.
- Sumner G. Orators in Cicero's Brutus: prosopography and chronology. - Toronto: University of Toronto Press, 1973 .-- 197 p. - ISBN 9780802052810 .